# Broek in Waterland (Toorop)
Broek in Waterland je slika olje na platnu iz leta 1889 nizozemsko-indonezijskega umetnika Jana Tooropa, ki jo hranijo v Muzeju umetnosti Indianapolis v Indianapolisu v Indiani. To je pointilistična podoba nizozemske vasi Broek v Waterlandu v mraku.

## Opis
Po premieri Seuratovega dela v Bruslju leta 1887 je Toorop vneto dodal te metode v svoj repertoar. Postal je najvplivnejši nizozemski neoimpresionist, čeprav so njegova platna v tem slogu redka in je pogosto ignoriral najemnike te šole, predvsem barvna načela. Njihovo pointilistično delo s čopiči je uporabil bolj pripravljeno, kot na tej sliki. Par, ki drsi po vodi, morda odraža njegovo empatijo do zaposlenih moških in žensk, kar je običajno neoimpresionistično čustvo.
Toorop je dal tej pokrajini zelo močno geometrično strukturo. Ostro zamaknjene diagonale kanalov odzvanjajo gola debla obrezanih vrb. Te se križajo s trakovi barv v sončnem zahodu, njegovi rožnati odtenki so v močnem kontrastu z globokimi modrimi in zelenimi pokrajinami spodaj. Broek v Waterlandu je nekoč želel direktor muzeja Boymans, ki je hvalil njegovo »'preprosto, običajno disciplinirano strukturo, odlikovanje in nadzorovano ritmično kompozicijo«.

## Zgodovinski podatki
Februarja 1889 je Toorop odpotoval v Broek v Waterlandu z Emilom Verhaernom, belgijskim pesnikom in kritikom. Kasneje istega leta je naslikal to živo podobo slikovite vasi, katere lepota je stoletja privabljala cesarje in carje.

### Pridobitev
Broek v Waterlandu je IMA leta 2002 kot darilo v spomin na Roberta S. Ashbyja kupila njegova družina in prijatelji. Trenutno visi v galeriji Robert H. & Ina M. Mohlman in ima nabavno številko 2002.156.